# Ingemar Stenmark

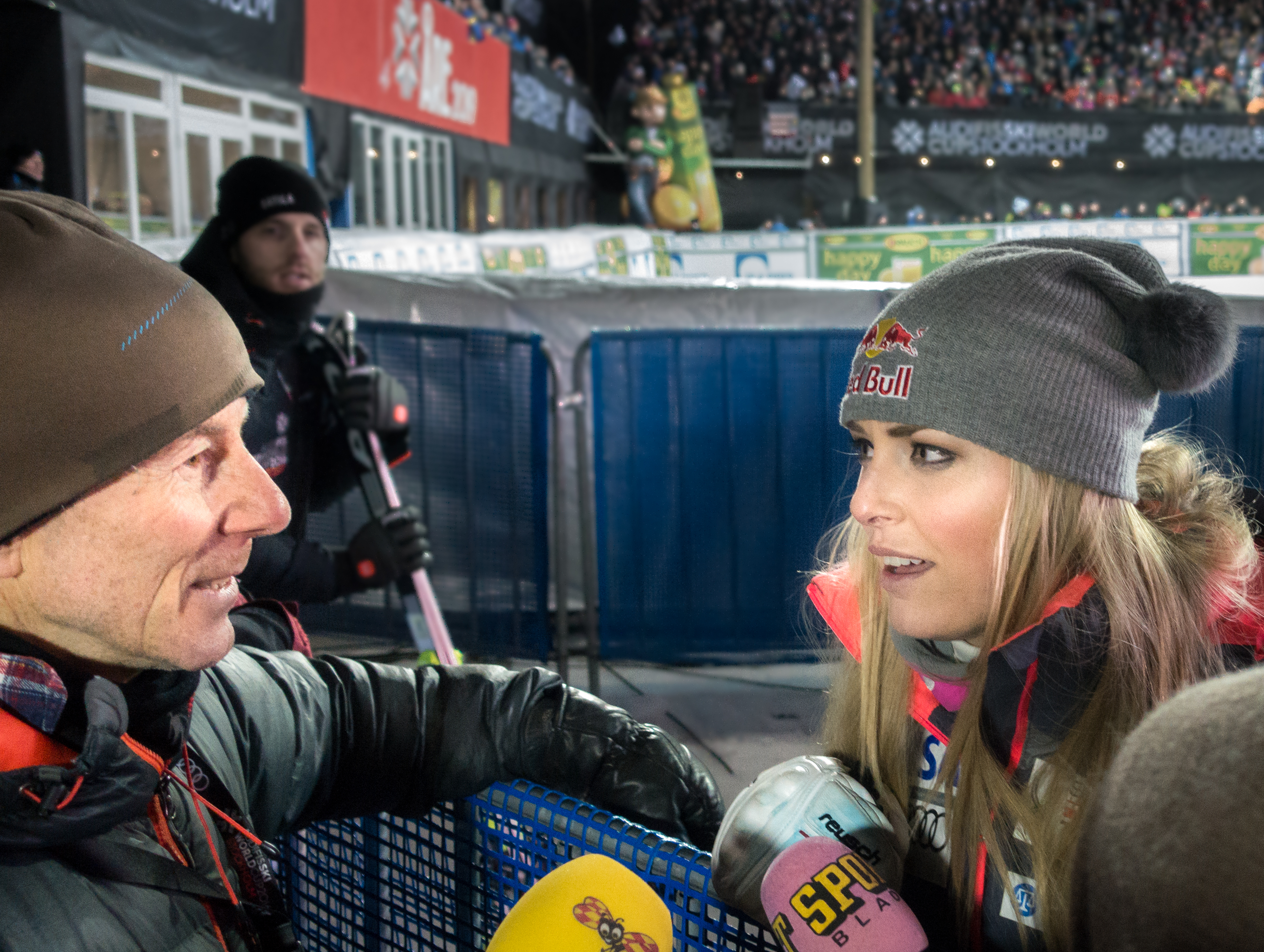
Ingemar Stenmark med Lindsey Vonn under Världscupen i alpin skidåkning 2015/2016 i Hammarbybacken i Stockholm 2016.

Jan Ingemar Stenmark, född 18 mars 1956 i Joesjö i Tärna församling, Västerbottens län, är en av tidernas allra främsta alpina skidåkare med sammanlagt två OS-guld, fem VM-guld och 86 världscupsegrar i disciplinerna slalom och storslalom. Han tilldelades Svenska Dagbladets guldmedalj 1975 och 1978. Hans aktiva karriär varade från 1973 till 1989.
I en SIFO-undersökning 1999 bland svenska folket valdes Stenmark till "Århundradets främsta svenska idrottsman". I samband med millennieskiftet utsågs han till Sveriges näst bäste idrottsman genom tiderna av Svenska Idrottsakademin, efter Björn Borg. Framgångarna under 1970-talet bidrog till den så kallade "Stenmarksfebern", som innebar en byggboom vid flertalet svenska alpina skidanläggningar fram till slutet av 1980-talet.
Stenmark är delägare i det svenska sportmärket Spektrum, grundat i Åre 2012. Tillverkare av skidglasögon och solglasögon.

## Biografi

### Bakgrund
Stenmark är son till banläggare Erik Stenmark (1931–1991) och Gunborg Stenmark (född Hansson, 1935–2020). Då Stenmark var fem år flyttade familjen från Joesjö till den nybyggda villan på Slalomvägen i närbelägna Tärnaby. Familjen Stenmark blev granne med familjen Strand, där den unge Stig så småningom skulle komma att bli Ingemars klubbkompis i den lokala skidklubben – Tärna IK Fjällvinden.
Ingemar Stenmark började som åttaåring tävla i utförsåkning då han 1965 vann Kalle Anka-trofén, och även Kalle Anka Cup 1970 och 1972, i Duved. Stenmarks vinst 1972 innebar också att han upptäcktes av Hermann Nogler, som sedan blev tränare åt honom. Året efter tog Stenmark sina första världscuppoäng.

Stenmark under storhetsåren.

### Alpin karriär
Stenmark fick sitt internationella genombrott våren 1974. Den 17 december 1974 vann Stenmark sin första världscupseger i "svenskbacken" i Madonna di Campiglio i Italien. Han försökte sig under karriären även på störtlopp, men hans åkstil passade inte denna mer fartfyllda alpina gren. I Oberstaufen den 17 januari 1981 knep han dock en pallplats i en kombinationstävling, där störtloppsmomentet ingår. I övrigt blev en femteplats i Super G i Garmisch-Partenkirchen 1984 hans bästa enskilda resultatet i en fartdisciplin. 
Stenmark vann den totala världscupen tre gånger i rad, säsongerna 1975/76, 1976/77 och 1977/78. Därefter följde ett antal år där han kom tvåa. Han vann dessutom åtta världscuper i slalom (1975, 1976, 1977, 1978, 1979, 1980, 1981 och 1983) och sju i storslalom (1975, 1976, 1978, 1979, 1980, 1981 och 1984). Ingen annan alpin skidåkare i världscupen har någonsin vunnit lika många delcuper. Säsongen 1978/79 var den segerrikaste för svensken då han vann tretton tävlingar. Han vann bland annat samtliga tio storslalomtävlingar. I Jasna 1979 vann han storslalomen med en marginal på 4,06 sekunder. Ändå slutade han bara femma i den totala världscupen på grund av regeländringen att bara de tre bästa resultaten från delcuperna fick räknas. Han var även en framgångsrik mästerskapsåkare med flera OS- och VM-guld. I och med att världsmästerskapen inte arrangerades lika ofta förr har de olympiska spelen även fått VM-status.
Stenmark OS-debuterade i Innsbruck 1976, där han tog en bronsmedalj i storslalom. Han tog VM-guld i slalom och storslalom 1978 och i slalom 1982. Stenmarks största OS blev Lake Placid 1980, där han vann guld i såväl slalom som storslalom. I Sarajevo 1984, en säsong då han vann storslalomcupen och kom tvåa i slalomcupen, fick han inte delta, då han den 23 mars 1980 skrivit på en så kallad B-licens, som innebar att han ansågs som proffs. Orsaken till det var att han ville skriva reklamavtal och även kunna köra tävlingar på den amerikanska motsvarigheten till världscupen, Nor-am cup. År 1984 fick inga proffs delta i OS, men detta var en regel som sedan upphävdes av IOK och Stenmark kunde göra sitt tredje och sista OS i Calgary 1988, där han inte tog någon medalj.

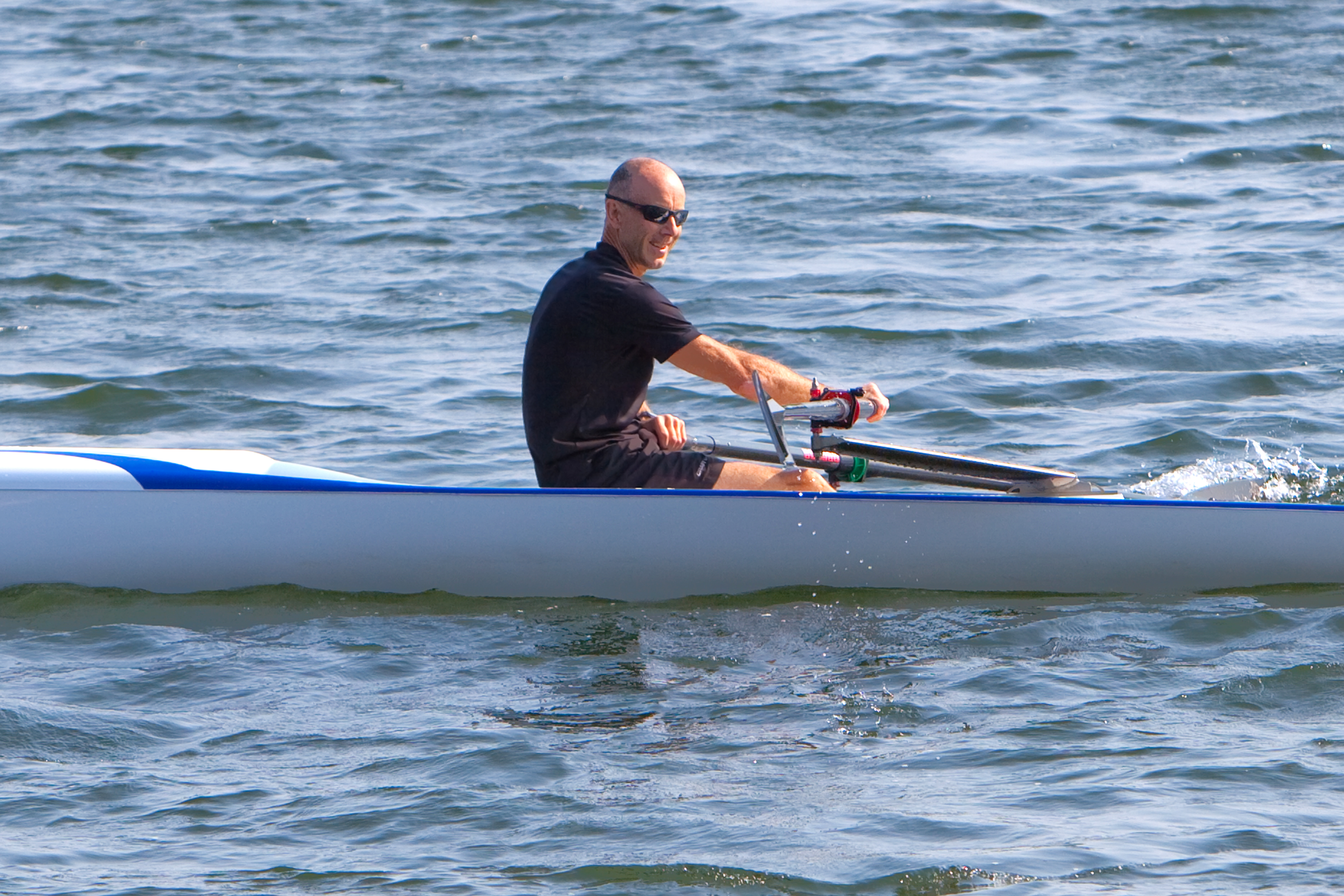
Under Distanskapprodden i Vaxholm 2011.

### Senare karriär
I VM 1989 i Vail gjorde han sitt sista stora mästerskap och slutade på sjätte plats i storslalomtävlingen. Det var också i storslalom Ingemar Stenmark tog sin sista världscupseger, vilket gjordes i Aspen 1989. I slutet av sin karriär var Ingemar Stenmark inte fullt så framgångsrik, men i OS i Calgary var han snabbast av alla i det andra åket i slalom, även snabbare än vinnaren Alberto Tomba från Italien.
Stenmark har vunnit TV-tävlingarna Superstars (1996), Mästarnas mästare (2011) och Let's Dance (2015).

### Privatliv
Stenmark bodde från mitten av 1980-talet till mars 2006 i Monaco av skattetekniska skäl, men bor numera i Vaxholm. Han arbetar huvudsakligen som talesman och produktutvecklare för skidmärket Elan. Han är en av de svenskar som överlevde tsunamin vid jordbävningen i Indiska oceanen 2004, genom att ta sig upp på en hög höjd. Stenmark är far till två döttrar, födda 1984 respektive 2007. Han gifte sig 2016 med Tarja Olli, född 1966 i Jakobstad i Finland. Tillsammans har de en dotter.

## Betydelse
Stenmark blev folkkär som få, och hans karriär hade länge stor påverkan på människors vardagsliv. Under Stenmarks dominansperiod kring slutet 1970-talet och början av 1980-talet stannade arbetet upp på arbetsplatser, i skolor rullades TV-apparaten in i klassrummen och i städerna samlades människor ute på gatan hos närmaste TV-handlare. Vid Stenmarks åk i viktigare tävlingar kunde Stockholms centrum likna situationen vid ett utegångsförbud, med öde trottoarer och stillastående bilar. Det var vanligt att ett 50-tal svenska journalister bevakade Stenmarks tävlingar. Stenmark var i slutet av 1970-talet och i början av 1980-talet en riksangelägenhet som berörde alla, och även i riksdagen gjorde man paus för att följa Stenmarks lopp.
När Jerringpriset instiftades 1979 röstades Stenmark fram som dess förste mottagare; året därpå vann han en andra gång.
Även bland kollegorna inom världscupcirkusen var Ingemar Stenmark ett aktat namn. När det blev känt att han gick på lina och cyklade enhjuling under sin träning, tog (en stor del av) övriga åkare upp detta som del av sina träningsprogram. Senare framkom det dock att Stenmark bara testat det hela, som omväxling och för skojs skull.
Ingemar Stenmark har också blivit frimärke, inte bara i Sverige utan också i Paraguay, vilket skedde år 1988.
Hans rekord på 86 vunna världscupdeltävlingar tangerades och slogs av Mikaela Shiffrin i Åre i mars 2023.

## Världscupsegrar
Vintersäsongen 1974/1975
- 17 december 1974 - Slalom i Madonna di Campiglio,  Italien
- 12 januari 1975 - Slalom i Wengen,  Schweiz
- 23 februari 1975 - Storslalom i Naeba,  Japan
- 2 mars 1975 - Storslalom i Garibaldi,  Kanada
- 13 mars 1975 - Storslalom i Sun Valley, Idaho,  USA

Vintersäsongen 1975/1976
- 15 december 1975 - Slalom i Vipiteno,  Italien
- 11 januari 1976 - Slalom i Wengen,  Schweiz
- 24 januari 1976 - Slalom i Kitzbühel,  Österrike
- 27 januari 1976 - Storslalom i Zwiesel, Bayern,  Västtyskland
- 7 mars 1976 - Slalom i Copper Mountain,  USA
- 14 mars 1976 - Slalom i Aspen, Colorado,  USA

Vintersäsongen 1976/1977
- 3 januari 1977 - Slalom i Laax,  Schweiz
- 10 januari 1977 - Slalom i Berchtesgaden, Bayern,  Västtyskland
- 16 januari 1977 - Slalom i Kitzbühel,  Österrike
- 23 januari 1977 - Slalom i Wengen,  Schweiz
- 6 februari 1977 - Slalom i Sankt Anton am Arlberg,  Österrike
- 6 mars 1977 - Storslalom i Sun Valley, Idaho,  USA
- 18 mars 1977 - Slalom i Voss,  Norge
- 20 mars 1977 - Slalom i Åre,  Sverige
- 21 mars 1977 - Storslalom i Åre,  Sverige
- 25 mars 1977 - Storslalom i Sierra Nevada,  Spanien

Vintersäsongen 1977/1978
- 10 december 1977 - Storslalom i Val-d'Isère,  Frankrike
- 13 december 1977 - Slalom i Madonna di Campiglio,  Italien
- 14 december 1977 - Storslalom i Madonna di Campiglio,  Italien
- 5 januari 1978 - Slalom i Oberstaufen, Bayern,  Västtyskland
- 8 januari 1978 - Storslalom i Zwiesel, Bayern,  Västtyskland
- 9 januari 1978 - Slalom i Zwiesel, Bayern,  Västtyskland
- 18 mars 1978 - Storslalom i Arosa,  Schweiz

Vintersäsongen 1978/1979
- 9 december 1978 - Storslalom i Schladming,  Österrike
- 21 december 1978 - Slalom i Kranjska Gora,  Jugoslavien
- 22 december 1978 - Storslalom i Kranjska Gora,  Jugoslavien
- 7 januari 1979 - Storslalom i Courchevel,  Frankrike
- 16 januari 1979 - Storslalom i Adelboden,  Schweiz
- 23 januari 1979 - Storslalom i Steinach am Brenner,  Österrike
- 4 februari 1979 - Storslalom i Jasna,  Tjeckoslovakien
- 10 februari 1979 - Storslalom i Åre,  Sverige
- 11 februari 1979 - Slalom i Åre,  Sverige
- 4 mars 1979 - Storslalom i Lake Placid, New York,  USA
- 12 mars 1979 - Storslalom i Heavenly Valley,  USA
- 17 mars 1979 - Slalom i Furano,  Japan
- 19 mars 1979 - Storslalom i Furano,  Japan

Vintersäsongen 1979/1980
- 8 december 1979 - Storslalom i Val-d'Isère,  Frankrike
- 11 december 1979 - Slalom i Madonna di Campiglio,  Italien
- 12 december 1979 - Storslalom i Madonna di Campiglio,  Italien
- 21 januari 1980 - Storslalom i Adelboden,  Schweiz
- 27 januari 1980 - Slalom i Chamonix,  Frankrike
- 27 februari 1980 - Slalom i Waterville Valley,  USA

Fortsättning Vintersäsongen 1979/1980
- 1 mars 1980 - Storslalom i Mont-Sainte-Anne,  Kanada
- 10 mars 1980 - Slalom i Cortina d'Ampezzo,  Italien
- 11 mars 1980 - Storslalom i Cortina d'Ampezzo,  Italien
- 13 mars 1980 - Storslalom i Saalbach,  Österrike
- 15 mars 1980 - Slalom i Saalbach,  Österrike

Vintersäsongen 1980/1981
- 9 december 1980 - Slalom i Madonna di Campiglio,  Italien
- 10 december 1980 - Storslalom i Madonna di Campiglio,  Italien
- 6 januari 1981 - Storslalom i Morzine,  Frankrike
- 18 januari 1981 - Slalom i Kitzbühel,  Österrike
- 26 januari 1981 - Storslalom i Adelboden,  Schweiz
- 1 februari 1981 - Slalom i Sankt Anton am Arlberg,  Österrike
- 2 februari 1981 - Storslalom i Schladming,  Österrike
- 8 februari 1981 - Slalom i Oslo,  Norge
- 11 februari 1981 - Storslalom i Voss,  Norge
- 14 februari 1981 - Storslalom i Åre,  Sverige

Vintersäsongen 1981/1982
- 9 januari 1982 - Storslalom i Morzine,  Frankrike
- 12 januari 1982 - Slalom i Bad Wiessee, Bayern,  Västtyskland
- 17 januari 1982 - Slalom i Kitzbühel,  Österrike
- 19 januari 1982 - Storslalom i Adelboden,  Schweiz
- 9 februari 1982 - Storslalom i Kirchberg in Tirol,  Österrike

Vintersäsongen 1982/1983
- 14 december 1982 - Slalom i Courmayeur,  Italien
- 23 januari 1983 - Slalom i Kitzbühel,  Österrike
- 11 februari 1983 - Slalom i Le Markstein,  Frankrike
- 13 februari 1983 - Storslalom i Todtnau, Baden-Württemberg,  Västtyskland
- 26 februari 1983 - Storslalom i Gällivare,  Sverige

Vintersäsongen 1983/1984
- 13 december 1983 - Slalom i Courmayeur,  Italien
- 20 december 1983 - Slalom i Madonna di Campiglio,  Italien
- 10 januari 1984 - Storslalom i Adelboden,  Schweiz
- 17 januari 1984 - Slalom i Parpan,  Schweiz
- 23 januari 1984 - Storslalom i Kirchberg in Tirol,  Österrike
- 4 februari 1984 - Storslalom i Borovetz,  Bulgarien
- 7 mars 1984 - Storslalom i Vail, Colorado,  USA

Vintersäsongen 1984/1985
- Inga världscupsegrar

Vintersäsongen 1985/1986
- 15 december 1985 - Storslalom i Alta Badia,  Italien
- 25 januari 1986 - Slalom i Sankt Anton am Arlberg,  Österrike
- 27 februari 1986 - Storslalom i Hemsedal,  Norge
- 18 mars 1986 - Storslalom i Lake Placid, New York,  USA

Vintersäsongen 1986/1987
- 29 november 1986 - Slalom i Sestriere,  Italien
- 14 februari 1987 - Slalom i Le Markstein,  Frankrike

Vintersäsongen 1987/1988
- Inga världscupsegrar

Vintersäsongen 1988/1989
- 19 februari 1989 - Storslalom i Aspen, Colorado,  USA

- Källor: [15]

## Meriter

### VM och OS
- Olympiska vinterspelen 1976 - Brons i storslalom
- Alpina VM 1978 - Guld i slalom och storslalom
- Olympiska vinterspelen 1980 - Guld i slalom och storslalom
- Alpina VM 1982 - Guld i slalom, silver i storslalom
- Alpina världscupen - 46 segrar i storslalom, 40 segrar i slalom.

OS-guld från denna tid räknas enligt FIS officiellt även som VM-guld.

### Världscupssegrar
Totalcupen:
- 1976
- 1977
- 1978

Slalomcupen:
- 1975
- 1976
- 1977
- 1978
- 1979
- 1980
- 1981
- 1983

Storslalomcupen:
- 1975
- 1976
- 1978
- 1979
- 1980
- 1981
- 1984 (delad seger med Pirmin Zurbriggen)

### Utmärkelser och övriga priser
- H. M. Konungens medalj av 8:e storleken i högblått band (1976)
- Fair Play-priset 1976[16]
- Svenska Dagbladets guldmedalj 1975 och 1978 (tillsammans med Björn Borg)[17]
- Victoriastipendiet 1979 (förste mottagare)[18]
- Holmenkollenmedaljen 1979 (tillsammans med Erik Håker och Raisa Smetanina)
- Jerringpriset 1979 och 1980 (förste och andre mottagare)[19]
- Näst bästa svenska idrottare under hela 1900-talet, enligt ett pris utdelat på Svenska idrottsgalan 2000.
- Idrottsakademins hederspris 2011[20]
- Vinnare av SVT:s Mästarnas mästare 2011[21]
- Vinnare i TV4:s Let's Dance 2015.[22]

## Statistik
- 231 - Alpina världscuptävlingar
- 86 - Segrar
- 43 - Andraplatser
- 26 - Tredjeplatser
- 26 - Tävlingar där han var sämre än en tiondeplats eller bröt tävlingen

- Källor: [23]